# Левиатан (Томас Хобс)
Вижте пояснителната страница за други значения на Левиатан.
„Левиатан“ или „Материя и форма на държавната власт: църковна и гражданска.“" е трактат на английския философ Томас Хобс, посветен на проблемите на философията на правото и на същността и ролята на държавата в обществения живот.

## Значение
Левиатан е библейско чудовище, символизиращо силата на материята и господството на природата, която принизява човека. Хобс използва този библейски образ символично, за да опише властта на държавата като суверен над индивида (държавната власт като „смъртен Бог“). Левиатан е написана през 1651 г. Книгата се занимава със структурата на обществото и в нея Хобс привежда доводи в полза на социалните контракти и управлението на абсолютен суверен. Повлиян от Английската гражданска война, Хобс пише, че хаосът или гражданската война – ситуации определени от мотото Bellum omnium contra omnes (войната на всички срещу всички), могат да бъдат избегнати само чрез силно централно управление. По този начин той отрича правото на бунт към обществения договор. Но Хобс взима под внимание и възможното разпадане на държавата. Докато обществения договор е бил направен за да установи държава, която да осигурява „мир и защита“ на хората, то договорът би бил безсмислен ако правителството не защитава своите граждани. В такъв случай човекът автоматично би се върнал в естественото си състояние до създаването на нов обществен договор.

## За човека
Първата част на „Левиатан“ се нарича „За човека“. В нея Хобс анализира обществото започвайки с човека и неговите сетива. Той развива това в редица от дефиниции и посочва нуждата от тях. Хобс открива трите основни причини за конфликта в естественото състояние на човека, което според него е „войната на всеки срещу всеки“. Тези причини са съперничество, неувереност и слава. Неговият първи природен закон гласи, че всеки човек трябва да се стреми към мир, доколкото той има надежда, че ще го получи, и когато не може да го получи той може да търси и използва всички средства и предимства на войната. В естественото си състояние всеки човек има право на всичко, дори и на тялото/трупа един на друг. Но, за да осигури предимствата на мира вторият закон гласи, че човек е желаещ както и всички останали... да утвърди правата си над всичко, и да бъде доволен с толкова свобода срещу другите хора, както той би позволил на другите хора срещу него. Това е началото на споразумения. Следователно неправдата е неуспех да се изпълни споразумение, а всичко друго е правда.

## За държавата
Втората част на книгата се нарича „За държавата“. Според нея функцията на държавата е да осигури оцеляването на хората и по-задоволителен живот. Според Хобс суверенът има 12 основни права:
1. Тъй като едно споразумение не може да отмени предишно, то поданиците не могат (законно) да променят формата на управление.
2. Тъй като с договора, създаващ държавата, поданиците дават правото на суверена да действа вместо тях, то суверенът не може да наруши договора, следователно поданиците не могат да искат да бъдат освободени от договора поради действията на суверена.
3. Изборът на суверен е (на теория) според мнозинството на вота, малцинството се е съгласило да се съобразява с това.
4. Всеки поданик е автор на действията на суверена, оттук суверенът не може да нарани никой от поданиците си и не може да бъде обвинен в неправда.
5. Следователно суверенът не може да бъде убит от поданиците си.
6. Тъй като целта на държавата е мир и суверенът има правото да прави каквото счита за нужно, за да запази мира и сигурността, следователно суверенът може да определя кои мнения и доктрини са нежелани, кой ще има правото да говори на множеството и кой ще разглежда доктрините на всички книги преди да бъдат издадени.
7. Да изготви правилата на гражданския закон и собствеността.
8. Да бъде съдия.
9. Да води война или мир както той реши и да командва армията.
10. Да избира съветници, министри, магистрати и офицери.
11. Да възнаграждава с почести и богатства или да наказва с телесни или парични наказания.
12. Да установи закони за почести и скала за заслуги.

## За християнската държава
Третата част на книгата е озаглавена „За християнската държава“. В нея Хобс изследва същността на християнската държава. Това веднага повдига въпроса на кое Свето писание трябва да вярваме и защо. Ако всеки човек може да твърди, че свръхестественото откровение е по-висше от гражданския закон, тогава би настъпил хаос, а пламенното желание на Хобс е да избегне това. Затова той твърди, че не можем със сигурност да знаем, че думите на някой друг са божествено откровение.

## За кралството на тъмнината
Заглавието на четвъртата част на „Левиатан“ – „За кралството на тъмнината“ не означава Ад (Хобс не е вярвал в Ада и Чистилището), а тъмнината на незнанието противопоставено на светлината на знанието – „Кралството на тъмнината... е нищо друго освен заговор на измамници да се сдобият с владение над хората в сегашния свят, опит, чрез тъмни и погрешни доктрини, да изгасят в тях светлината... ”